# 정창업
정창업(丁昌業, 1847년 ~ 1919년)은 조선 말기 일제강점기의 판소리 명창이다. 본관은 나주이며, 전라남도 함평군 출생이다.
서편제 명창으로 박만순, 이날치와 함께 활약하였다.
스물두 살에 전주대사습에 참가하여 노래하던 중, 사설을 잊어버려 탈락한 뒤, 3년간 혹독하게 수련하고서 명창으로 소문이 나고, 19세기 후반에는 대원군 앞에서 소리를 하게 되었다. 그 해는 대원군의 10년 세도의 마지막 해로 정창업이 운현궁의 마지막 가객이었다고 전한다. 오위장 제수를 받았다.
그의 소리는 박유전, 이날치 계통과 특징이 다른 서편제로 김창환에게 이어졌다. 동편제 소리 가문의 종손격인 송만갑이 자기의 가문을 외면하고 정창업에게 배웠을 만큼 특출한 명창이다. 《흥보가》와 《심청가》를 잘하였고 그의 더늠은 《심청가》 중에서 〈몽은사의 중이 내려오는 대목〉이다.